# 亀高文子
亀高 文子（かめたか ふみこ、1886年〈明治19年〉7月9日 - 1977年〈昭和52年〉9月16日）は、明治 - 昭和時代の洋画家。

## 経歴

### 生い立ち
1886年（明治19年）に横浜で生まれた。
1902年（明治35年）女子美術学校洋画科に入学。

### 画家としての活動
1907年（明治40年）女子美術大学卒業後、東京勧業博覧会に行き、満谷国四郎の作品に感銘を受け、師事する。その後太平洋画研究会にて、中村不折からデッサンを学ぶ。
1909年（明治42年）に第3回文展に初出品。その際に出品した「白かすり」が入選した。
1911年（明治44年）に第5回文展に「読書」を出品。こちらも入選した。
1913年（大正2年）に第7回文展に「離れゆく心」を出品。こちらも入選した。
1915年（大正4年）に第9回文展に「楽譜を持つ女」を出品。入選した。
1918年（大正7年）に女流洋画家集団朱葉会創設に参加したが後に退会した。
1926年（大正15年）に赤艸社女子絵画研究所を設立した。
1975年（昭和50年）に大谷記念美術館で自撰展を開いた。

### 晩年、死など
1977年（昭和52年）に死去。死因は急性心筋梗塞。

## 代表作
- 『読書』（1911年）
- 『あじさい』（1974年）西宮市大谷記念美術館蔵[11]

## 表彰
- 1962年（昭和37年） 兵庫県文化賞[9]
- 1971年（昭和46年） 西宮市民文化賞[9]